# SériesTV Magazine
 (janvier 2016).
SériesTV Magazine ou SeriesTV Mag est un magazine trimestriel français édité par les Éditions de Tournon.

## Description
Lancé en juillet 2000, SériesTV Magazine est l'un des plus vieux magazines encore en cours de parution sur les séries télévisées[réf. nécessaire]. Celui-ci est composé de reportages sur les coulisses et la création des séries, principalement américaines. L'une des spécialités du titre est de faire des interviews des créateurs (scénaristes et showrunner) de séries. 
Le magazine a un positionnement pour un public adulte, avec une moyenne d'âge de lectorat de 26 ans et un tirage moyen de 90 000 exemplaires. 